# Waldemar Sonntag
Waldemar Sonntag (* 25. August 1844 in Rehsen; † 1. Januar 1912 in Bremen) war ein deutscher evangelischer Geistlicher.

## Leben
Sonntag studierte an den Universitäten Halle und Berlin Evangelische Theologie. Nach dem Deutsch-Französischen Krieg berief man ihn 1871 als Diaconus nach Naumburg (Saale). Dieses Amt hatte er bis 1882 inne.
In diesem Jahr holte man Sonntag als Prediger an den St.-Petri-Dom von Bremen. Auch kirchenpolitisch engagiert, wurde er 1886 dort zum Präsidenten des örtlichen Protestantenvereins gewählt und er führte diese Vereinigung bis 1898. In diese Funktion fungierte er zwischen 1887 und 1889 als Mitherausgeber der Zeitung Deutsches Protestantenblatt; zwischen 1889 und 1895 dann in alleiniger Verantwortlichkeit.

## Werke (Auswahl)
- Laienpredigten. Lose Blätter zur Lebensweisheit. 3 Bände, 1884/89.
- Die Todtenbestattung. Todtencultus alter und neuer Zeit und die Begräbnissfrage. Eine culturgeschichtliche Studie. 1878.